# ادیسون (جورجیا)
ادیسون، جورجیا (به انگلیسی: Edison, Georgia) در ایالات متحده آمریکا با جمعیت ۱٬۳۴۰ نفر است که در جورجیا واقع شده است.

## موقعیت جغرافیایی
موقعیت جغرافیایی شهرها و مناطق اطراف به شرح زیر است: